# تور دو فرانس ۲۰۱۷
تور دو فرانس ۲۰۱۷ صدوچهارمین دورهٔ مسابقات دوچرخه‌سواری تور دو فرانس بود که از ۱ تا ۲۳ ژوئیه در ۲۱ مرحله به مسافت ۳۵۴۰ کیلومتر برگزار شد. مسابقه در دوسلدورف آلمان آغاز شد و پس از گذر از بلژیک و لوکزامبورگ، از مرحلهٔ چهارم تا پایان در خاک فرانسه طی شد تا در شانزه‌لیزه پاریس به پایان برسد.
در پایان، کریس فروم از تیم اسکای به قهرمانی دست یافت تا سومین قهرمانی پیاپی در تور دو فرانس را جشن بگیرد. ریگوبرتو اوران از کنندیل–دراپاک و رومن بارده از آژ۲آر لا موندیال نیز دوم و سوم شدند. مایکل متیوز و وارن بارگیل هردو از تیم سانوب به ترتیب برندهٔ رده‌بندی امتیازی و رده‌بندی کوهستان شدند. قهرمانی رده‌بندی رکابزن جوان به سیمون یتس از اوریکا–اسکات رسید و تیم اسکای برندهٔ رده‌بندی تیمی شد.
مارسل کیتل که با پیروزی در پنج مرحله، بیشترین پیروزی را به دست آورد، نتوانست مسابقه را به پایان برساند و در مرحلهٔ هفدهم کناره‌گیری کرد. مایکل متیوز و وارن بارگیل نیز هرکدام برندهٔ دو مرحله شدند. پیتر ساگان، برندهٔ رده‌بندی امتیازی شش دورهٔ اخیر تور و برندهٔ مرحلهٔ دوم، در پایان مرحلهٔ چهارم به دلیل ضربه زدن به مارک کاوندیش که منجر به برخورد او با دیواره شد، از مسابقه اخراج شد.

## شرکت کنندگان
۲۲ تیم در مسابقه شرکت کردند. ۱۸ تیم جهانی به صورت خودکار وارد مسابقه شدند و اجباراً باید حضور می‌یافتند. چهار تیم حرفه‌ای قاره‌ای نیز با سهمیهٔ اعطایی دعوت و در ۲۶ ژانویهٔ ۲۰۱۷ معرفی شدند. هر تیم شامل ۹ رکابزن بود و جمعاً ۱۹۸ رکابزن مسابقه را در دوسلدورف آغاز کردند که ۱۶۷ نفر توانستند در شانزلیزه به خط پایان برسند.
تیم‌های جهانی
- آژ۲آر لا موندیال
- آستانه
- بحرین–مریدا
- تیم مسابقه بی‌ام‌سی
- بورا–هانسگروهه
- کنندیل–دراپاک
- دایمنشن دیتا
- اف‌دی‌جی
- کاتیوشا–آلپتسین
- لوتوان‌ال–یومبو
- لوتو–سودال
- موویستار
- اوریکا–اسکات
- کوئیک‌استپ فلورز
- تیم اسکای
- تیم سانوب
- ترک–سگافردو
- تیم یوای‌ئی امارات

تیم‌های حرفه‌ای قاره‌ای
- کوفیدیس
- دیرکت انرژی
- وانتی–گروپ گوبر
- فورتونئو–اسکارو

## بخت‌های قهرمانی
بخت‌های اصلی قهرمانی شامل کریس فروم، ریچی پورت، نایرو کینتانا و آلبرتو کونتادور بودند. همچنین فابیو آرو، جاکوب فوگلسانگ، آلخاندرو والورده، رومن بارده، گرینت توماس، استبان چاوز، دن مارتین، لوئیس مینتیس، رافاو مایکا، تیبو پینو و سیمون یتس سایر بخت‌های قهرمانی محسوب می‌شدند.

## مسیر و مراحل
ابتدا بنا بود که مسابقه در لندن آغاز شود. ولی با تصمیم شهردار لندن، بوریس جانسون، به دلیل هزینهٔ بالای برگزاری که تا ۳۵ میلیون پوند تخمین زده می‌شد، این میزبانی در سپتامبر ۲۰۱۵ لغو شد. در دسامبر همان سال، سازمان ورزشی آموری دوسلدورف را به عنوان میزبان افتتاحیه معرفی کرد تا تور برای چهارمین بار در آلمان آغاز شود.
جزئیات مسیر مسابقه در ۱۸ اکتبر ۲۰۱۶ در کاخ کنگرهٔ پاریس اعلام شد. این مسیر، شامل دو مرحله تایم تریل انفرادی، ۹ مرحلهٔ مسطح، ۵ مرحلهٔ تپه‌ای و ۵ مرحلهٔ کوهستانی است. دو مرحلهٔ کوهستانی دارای پایان سربالایی هستند، مرحلهٔ ۱۲ در پیراگوده و مرحلهٔ ۱۸ در گردنهٔ ایزور خاتمه می‌یابند. خط پایان دو مرحلهٔ تپه‌ای ۳ و ۵ نیز در سربالایی قرار دارد. مرحلهٔ ۱۹ به مسافت ۲۲۰ کیلومتر، طولانی‌ترین مرحله و مرحلهٔ ۱۴ به مسافت ۱۰۱ کیلومتر، کوتاه‌ترین مرحله‌های مسابقه هستند. در دو مرحله تایم تریل انفرادی نیز مسافت ۳۶ کیلومتر طی می‌شود. برای نخستین بار از سال ۱۹۹۲، هر پنج منطقهٔ کوهستانی فرانسه شامل ووژ، ژورا، ماسیف سانترال، پیرنه و آلپ در مسیر تور گنجانده شده‌اند.
| مرحله | تاریخ    | مسیر                                      | مسافت                    | نوع          | نوع               | برنده                 |             |
| ----- | -------- | ----------------------------------------- | ------------------------ | ------------ | ----------------- | --------------------- | ----------- |
| ۱     | ۱ ژوئیه  | دوسلدورف (آلمان)                          | ۱۴ کیلومتر (۹ مایل)      |              | تایم تریل انفرادی | Geraint Thomas (GBR)  |             |
| ۲     | ۲ ژوئیه  | دوسلدورف (آلمان) به لیژ (بلژیک)           | ۲۰۳٫۵ کیلومتر (۱۲۶ مایل) |              | مرحلهٔ مسطح        | مارسل کیتل (GER)      |             |
| ۳     | ۳ ژوئیه  | ورویه (بلژیک) به Longwy                   | ۲۱۲٫۵ کیلومتر (۱۳۲ مایل) |              | مرحلهٔ تپه‌ای       | پیتر ساگان (SVK)      |             |
| ۴     | ۴ ژوئیه  | موندورف (لوکزامبورگ) به ویتل              | ۲۰۷٫۵ کیلومتر (۱۲۹ مایل) |              | مرحلهٔ مسطح        | آرنو دمار (FRA)       |             |
| ۵     | ۵ ژوئیه  | ویتل به La Planche des Belles Filles      | ۱۶۰٫۵ کیلومتر (۱۰۰ مایل) |              | مرحلهٔ تپه‌ای       | فابیو آرو (ITA)       |             |
| ۶     | ۶ ژوئیه  | وزول به تروا                              | ۲۱۶ کیلومتر (۱۳۴ مایل)   |              | مرحلهٔ مسطح        | مارسل کیتل (GER)      |             |
| ۷     | ۷ ژوئیه  | تروا به نویی-سن-ژرژ                       | ۲۱۳٫۵ کیلومتر (۱۳۳ مایل) |              | مرحلهٔ مسطح        | مارسل کیتل (GER)      |             |
| ۸     | ۸ ژوئیه  | دول به ایستگاه روزه                       | ۱۸۷٫۵ کیلومتر (۱۱۷ مایل) |              | مرحلهٔ تپه‌ای       | لیلیان کالموژان (FRA) |             |
| ۹     | ۹ ژوئیه  | نانتوآ به شامبری                          | ۱۸۱٫۵ کیلومتر (۱۱۳ مایل) |              | مرحلهٔ کوهستانی    | ریگوبرتو اوران (COL)  |             |
|       | ۱۰ ژوئیه | دوردوین                                   | دوردوین                  |              | روز استراحت       | روز استراحت           | روز استراحت |
| ۱۰    | ۱۱ ژوئیه | پریگو به برژراک                           | ۱۷۸ کیلومتر (۱۱۱ مایل)   |              | مرحلهٔ مسطح        | مارسل کیتل (GER)      |             |
| ۱۱    | ۱۲ ژوئیه | Eymet به پو                               | ۲۰۳٫۵ کیلومتر (۱۲۶ مایل) |              | مرحلهٔ مسطح        | مارسل کیتل (GER)      |             |
| ۱۲    | ۱۳ ژوئیه | پو به Peyragudes                          | ۲۱۴٫۵ کیلومتر (۱۳۳ مایل) |              | مرحلهٔ کوهستانی    | رومن بارده (FRA)      |             |
| ۱۳    | ۱۴ ژوئیه | سن-ژیرون به فوآ                           | ۱۰۱ کیلومتر (۶۳ مایل)    |              | مرحلهٔ کوهستانی    | وارن بارگیل (FRA)     |             |
| ۱۴    | ۱۵ ژوئیه | بلنیک به ردز                              | ۱۸۱٫۵ کیلومتر (۱۱۳ مایل) |              | مرحلهٔ تپه‌ای       | مایکل متیوز (AUS)     |             |
| ۱۵    | ۱۶ ژوئیه | Laissac-Sévérac-l'Église به لو پوی-آن-ولی | ۱۸۹٫۵ کیلومتر (۱۱۸ مایل) |              | مرحلهٔ تپه‌ای       | باوکه مولما (NED)     |             |
|       | ۱۷ ژوئیه | لو پوی-آن-ولی                             | لو پوی-آن-ولی            |              | روز استراحت       | روز استراحت           | روز استراحت |
| ۱۶    | ۱۸ ژوئیه | لو پوی-آن-ولی به رمن- سور-ایزر            | ۱۶۵ کیلومتر (۱۰۳ مایل)   |              | مرحلهٔ مسطح        | مایکل متیوز (AUS)     |             |
| ۱۷    | ۱۹ ژوئیه | La Mure به Serre Chevalier                | ۱۸۳ کیلومتر (۱۱۴ مایل)   |              | مرحلهٔ کوهستانی    | پریموژ روگلیچ (SLO)   |             |
| ۱۸    | ۲۰ ژوئیه | بریانسون به گردنه ایزور                   | ۱۷۹٫۵ کیلومتر (۱۱۲ مایل) |              | مرحلهٔ کوهستانی    | وارن بارگیل (FRA)     |             |
| ۱۹    | ۲۱ ژوئیه | امبرون به سلون دو پروانس                  | ۲۲۲٫۵ کیلومتر (۱۳۸ مایل) |              | مرحلهٔ مسطح        | ادوالد بوئاسون هاگن   |             |
| ۲۰    | ۲۲ ژوئیه | مارسی                                     | ۲۲٫۵ کیلومتر (۱۴ مایل)   |              | تایم تریل انفرادی | ماچی بدنار            |             |
| ۲۱    | ۲۳ ژوئیه | مونژورون به پاریس (شانزه‌لیزه)             | ۱۰۳ کیلومتر (۶۴ مایل)    |              | مرحلهٔ مسطح        | دیلان خرونوخن         |             |
|       | مجموع    | مجموع                                     | ۳۵۴۰ کیلومتر             | ۳۵۴۰ کیلومتر | ۳۵۴۰ کیلومتر      | ۳۵۴۰ کیلومتر          |             |

## رده‌بندی نهایی
| راهنما | راهنما                | راهنما | راهنما                        |
| ------ | --------------------- | ------ | ----------------------------- |
|        | برندهٔ رده‌بندی اصلی    |        | برندهٔ رده‌بندی امتیازی         |
|        | برندهٔ رده‌بندی کوهستان |        | برندهٔ رده‌بندی رکابزنان جوان   |
|        | برندهٔ رده‌بندی تیمی    |        | برندهٔ جایزهٔ تهاجمی‌ترین رکابزن |

### رده‌بندی اصلی
| رتبه | رکابزن                | تیم               | زمان     |
| ---- | --------------------- | ----------------- | -------- |
| ۱    | کریس فروم (GBR)       | تیم اسکای         | ۸۶:۲۰:۵۵ |
| ۲    | Rigoberto Urán (COL)  | کنندیل–دراپاک     | ۰۰:۵۴ +  |
| ۳    | رومن بارده (FRA)      | آژ۲آر لا موندیال  | ۲:۲۰+    |
| ۴    | Mikel Landa (ESP)     | تیم اسکای         | ۲:۲۱+    |
| ۵    | فابیو آرو (ITA)       | آستانه            | ۳:۰۵+    |
| ۶    | Dan Martin (IRL)      | کوئیک‌استپ فلورز   | ۴:۴۲+    |
| ۷    | Simon Yates (GBR)     | اوریکا–اسکات      | ۶:۱۴+    |
| ۸    | Louis Meintjes (RSA)  | تیم یوای‌ئی امارات | ۸:۲۰+    |
| ۹    | آلبرتو کونتادور (ESP) | ترک–سگافردو       | ۸:۴۹+    |
| ۱۰   | Warren Barguil (FRA)  | تیم سانوب         | ۹:۲۵+    |

### رده‌بندی امتیازی
| رتبه | رکابزن                    | تیم             | امتیاز |
| ---- | ------------------------- | --------------- | ------ |
| ۱    | Michael Matthews (AUS)    | تیم سانوب       | ۳۷۰    |
| ۲    | آندره گرایپل (GER)        | لوتو–سودال      | ۲۳۴    |
| ۳    | ادوالد بوئاسون هاگن (NOR) | دایمنشن دیتا    | ۲۲۰    |
| ۴    | الکساندر کریستوف (NOR)    | کاتیوشا–آلپتسین | ۱۷۴    |
| ۵    | Sonny Colbrelli (ITA)     | بحرین–مریدا     | ۱۶۸    |
| ۶    | Thomas De Gendt (BEL)     | لوتو–سودال      | ۱۴۹    |
| ۷    | Dylan Groenewegen (NED)   | لوتوان‌ال–یومبو  | ۱۴۴    |
| ۸    | کریس فروم (GBR)           | تیم اسکای       | ۱۳۳    |
| ۹    | Rigoberto Urán (COL)      | کنندیل–دراپاک   | ۱۰۶    |
| ۱۰   | Dan Martin (IRL)          | کوئیک‌استپ فلورز | ۱۰۶    |

### رده‌بندی کوهستان
| رتبه | رکابزن                | تیم               | امتیاز |
| ---- | --------------------- | ----------------- | ------ |
| ۱    | Warren Barguil (FRA)  | تیم سانوب         | ۱۶۹    |
| ۲    | Primož Roglič (SLO)   | لوتوان‌ال–یومبو    | ۸۰     |
| ۳    | Thomas De Gendt (BEL) | لوتو–سودال        | ۶۴     |
| ۴    | Darwin Atapuma (COL)  | تیم یوای‌ئی امارات | ۵۵     |
| ۵    | کریس فروم (GBR)       | تیم اسکای         | ۵۱     |
| ۶    | رومن بارده (FRA)      | آژ۲آر لا موندیال  | ۴۷     |
| ۷    | Mikel Landa (ESP)     | تیم اسکای         | ۴۵     |
| ۸    | Bauke Mollema (NED)   | ترک–سگافردو       | ۳۷     |
| ۹    | آلبرتو کونتادور (ESP) | ترک–سگافردو       | ۳۶     |
| ۱۰   | Serge Pauwels (BEL)   | دایمنشن دیتا      | ۳۲     |

### رده‌بندی رکابزن جوان
| رتبه | رکابزن                 | تیم               | زمان     |
| ---- | ---------------------- | ----------------- | -------- |
| ۱    | Simon Yates (GBR)      | اوریکا–اسکات      | ۸۶:۲۷:۰۹ |
| ۲    | Louis Meintjes (RSA)   | تیم یوای‌ئی امارات | ۲:۰۶+    |
| ۳    | Emanuel Buchmann (GER) | بورا–هانسگروهه    | ۲۷:۰۷+   |
| ۴    | Tiesj Benoot (BEL)     | لوتو–سودال        | ۳۵:۵۰+   |
| ۵    | Guillaume Martin (FRA) | وانتی–گروپ گوبر   | ۴۷:۳۸    |
| ۶    | Pierre Latour (FRA)    | آژ۲آر لا موندیال  | ۱:۱۲:۳۱+ |
| ۷    | Lilian Calmejane (FRA) | دیرکت انرژی       | ۱:۲۹:۰۲+ |
| ۸    | Michael Valgren (DEN)  | آستانه            | ۲:۱۹:۲۲+ |
| ۹    | Alexey Lutsenko (KAZ)  | آستانه            | ۲:۳۲:۵۶+ |
| ۱۰   | Dylan van Baarle (NED) | کنندیل–دراپاک     | ۲:۴۰:۵۷+ |

### رده‌بندی تیمی
| رتبه | رکابزن            | تیم       |
| ---- | ----------------- | --------- |
| ۱    | تیم اسکای         | ۲۵۹:۲۱:۰۶ |
| ۲    | آژ۲آر لا موندیال  | ۷:۱۴+     |
| ۳    | ترک–سگافردو       | ۱:۴۴:۴۶+  |
| ۴    | تیم مسابقه بی‌ام‌سی | ۱:۴۹:۴۹+  |
| ۵    | اوریکا–اسکات      | ۱:۵۲:۲۱+  |
| ۶    | موویستار          | ۲:۵۵:۵۲+  |
| ۷    | کنندیل–دراپاک     | ۲:۱۵:۲۵+  |
| ۸    | فورتونئو–اسکارو   | ۲:۱۸:۱۸+  |
| ۹    | لوتو–سودال        | ۲:۲۸:۱۸+  |
| ۱۰   | آستانه            | ۲:۲۸:۳۹+  |